# Solanum toliaraea
Solanum toliaraea är en potatisväxtart som beskrevs av D'arcy och Rakot. Solanum toliaraea ingår i släktet skattor som ingår i familjen potatisväxter. Inga underarter finns listade i Catalogue of Life.